# 天街增四
天街增四（金牛座72，縮寫為72 Tau）在黃道星座金牛座，可能是聯星。它的視星等為+5.5，但與較亮的天街增三（金牛座υ）距離只有0.29°，因此裸眼不易看見。依據從地球測得的年周視差7.9mas，它與太陽的距離大約是410光年。

## 性質
天街增四是一顆光譜為B7V的B型主序星 ，質量為3.48 M☉，和估計年齡約3,800萬年。它的大小是太陽的2.8倍，光度是太陽的185倍。
雖然，這個恆星系統被賦予拜耳名稱 "金牛座υ2"，與"金牛座υ"在天球上的距離只有0.29°。事實上，天街增三（金牛座υ）是一顆前景恒星，兩者不相關，儘管天街增四（金牛座72）位於疏散星團畢宿星團附近，但它離我們很遠。
天街增四位於黃道附近，因此有時會被月球遮蔽。1985年對掩星的觀測表明，它有一顆相距0.1″的伴星。現時還沒有證實這一發現，其他來源仍將這顆恆星列為單星。